# Kino (película)
"Kino" es una película independiente de acción dramática y biográfica coescrita, producida y dirigida por Serge Levin y Michael Choe, y protagonizada por Serge Levin, Ari Barkan, Amy Geist y Michael Choe. Dicha película es filmada en New York y está basada en la reconocida banda rusa "Kinó". Además, la película se encuentra en proceso de preproducción.

## Sinopsis
La película está basada en la historia de la banda rusa de Post-Punk, "Kinó", reconocida en la década del '80 por medio de canciones como "Gruppa Krovi", "Shut the Door Behind Me" y "War". A su vez, "Kinó" ha logrado un status de banda de culto a partir del fallecimiento de su líder, Viktor Tsoi, el 15 de agosto de 1990 en Tekums, Letonia, por un accidente automovilístico.

## Reparto
- Serge Levin: Yuri Kasparyan.
- Ari Barkan: Michael Feinstein.
- Amy Geist: Joanna Singray.
- Michael Choe: Viktor Tsoi.